# Сперхіос
Сперхіос, Сперхей (грец. Σπερχειός) — річка в Греції. Протікає у східній частині Центральної Греції. Бере початок на східному схилі Велух, на північний схід від Карпенісіона. Протікає за низькою долині між Етою і західним Отрисом і впадає в затоку Малиакос. Довжина 80 кілометрів. Басейн площею 1482 квадратних кілометрів. Основними притоками є Вістріца (Βίστριτσα), Мавронери (Μαυρονέρι ή Μέλας, Мелан, «Чорна річка»), Горгопотамос і Асопос (Ασωπός).

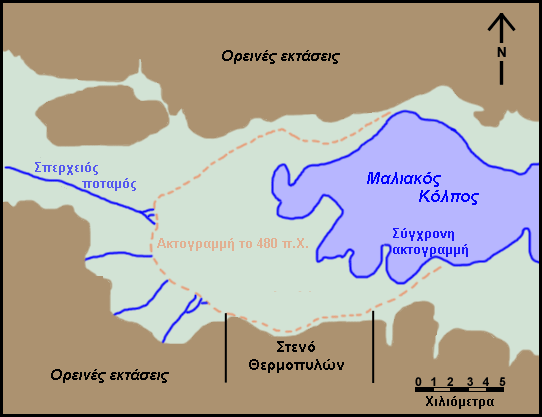
Фермопіли

Багата родючим мулом річка сформувала рівнину Ламії і зробила болотистим узбережжя затоки Маліакоса. Постійно зменшує площу і глибину затоки Маліакоса. Прохід Фермопіли був вузьким у давнину, а тепер являє собою смугу шириною 4 кілометри.

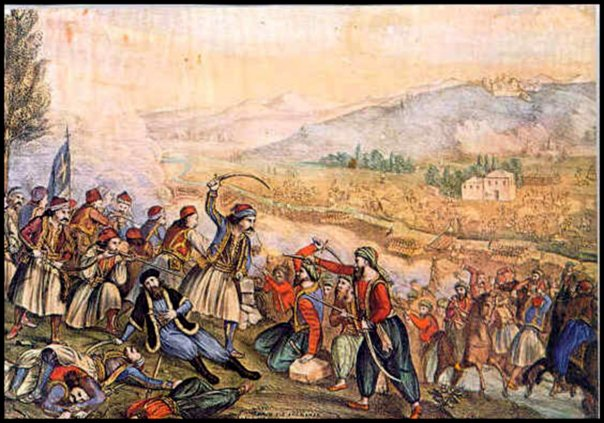
Александрос Ісаіас. Битва біля Аламану. Національний історичний музей Греції

Була відома в XIX столітті як Аламана (Αλαμάνα). У квітні 1821 року на мосту через Аламану сталася битва на Аламані, в якій билися греки на чолі з Афанасіосом Діакосом і турки на чолі з Омером Вріоні. Знаменита битва біля Аламани надихнула багатьох митців пізніше, турки перемогли, але їм не вдалося придушити революцію в Центральній Греції, яка тривала до перемоги.